# バガ
バガ (サンスクリット: भग, Bhaga) は、古代インド神話の神である。分配、幸運の意。アーディティヤ神群の1つで、アリヤマンとともに主権神ミトラに従い、補佐する。バガはその名の通り公正な富の分配あるいは幸運を司るが、盲目の神であるともいわれる。
『マハーバーラタ』によるとダクシャ仙の祭祀の場で、怒りに狂うシヴァ神によって盲目にされたが、これにはまた別な伝承もある。『リグ・ヴェーダ』ではわずか1篇７詩節に留まる (7･41･1-7) が、バガの起源はインド・イラン共同時代にさかのぼり、ゾロアスター教の聖典『アヴェスター』におけるバガや、古代スラブ語のボグと語源を等しくしている。ただしどちらも神の意に過ぎない。ゾロアスターによる宗教改革ではアシとして昇華されている。またローマ神話の神テルミヌスに相当する。